# 1150
| Calendário gregoriano                                                        | 1150 MCL                                             |
| Ab urbe condita                                                              | 1903                                                 |
| Calendário arménio                                                           | 599 – 600                                            |
| Calendário bahá'í                                                            | -694 – -693                                          |
| Calendário budista                                                           | 1694                                                 |
| Calendário chinês                                                            | 3846 – 3847 Início a 31 de janeiro (aproximadamente) |
| Calendário copta                                                             | 866 – 867                                            |
| Calendário etíope                                                            | 1142 – 1143                                          |
| Calendários hindus - Vikram Samvat - Calendário nacional indiano - Cáli Iuga | 1205 – 1206 1071 – 1072 4250 – 4251                  |
| Calendário Holoceno                                                          | 11150                                                |
| Calendário islâmico                                                          | 545 – 546                                            |
| Calendário judaico                                                           | 4910 – 4911                                          |
| Calendário persa                                                             | 528 – 529                                            |
| Calendário rúnico                                                            | 1400                                                 |
| Calendário solar tailandês                                                   | 1693                                                 |

1150 (MCL na numeração romana) foi um ano comum do século XII do Calendário Juliano, da Era de Cristo, a sua letra dominical foi A (52 semanas), teve início a um domingo e terminou também a um domingo.
No reino de Portugal estava em vigor a Era de César que já contava 1188 anos.

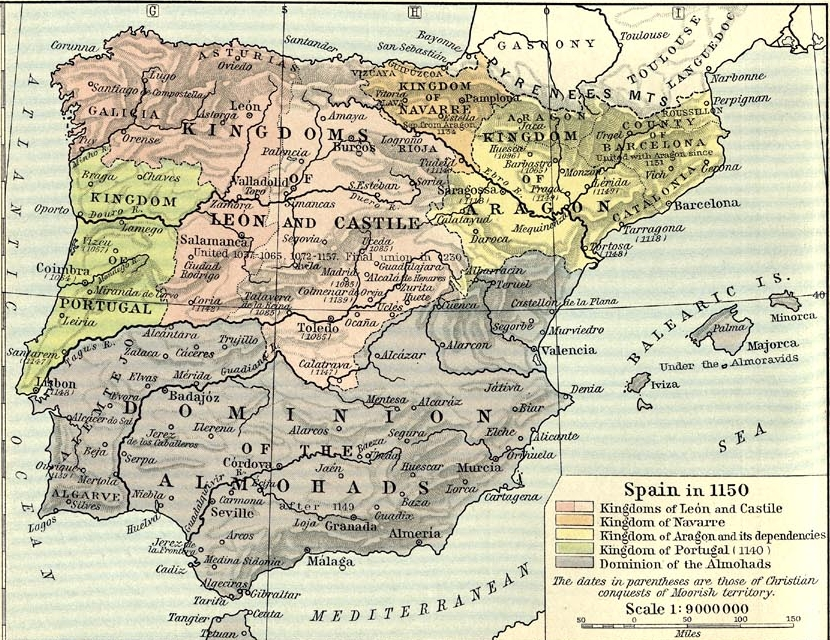
A península Ibérica por volta do ano 1150. O reino de Portugal estava em expansão para sul, consolidando a margem direita do Rio Tejo depois da conquista de Santarém em 1147 e de Lisboa em 1148 ao Califado Almóada.

| Ano completo                    |
| ------------------------------- |
| Ano comum com início ao domingo |

## Eventos
- Fundação da Universidade de Paris (França).

## Nascimentos
- D. Soeiro Paes Amado, Nobre medieval português.
- Soeiro Pais Correia foi o primeiro senhor da Honra de Fralães e do Solar de Fralães encontra-se documentado no século XII.
- João Aires de Valadares - Senhor da Quinta de Penela e do Solar de Penegate.
- Balduíno V de Hainaut m. 1195, foi conde da Flandres e Marquês de Namur.
- Guilherme Hugo de Baux m. 1110, visconde de Baux.
- D. Pedro Coronel, Cavaleiro medieval italiano que veio para Portugal na companhia do Conde D. Henrique de Borgonha, Conde de Portugal.
- Guido II de Dampierre m. 1216, foi condestável de Champagne e Senhor de Dampierre, de Bourbon e de Montluçon.
- Afonso Hermiges de Baião, Cavaleiro medieval do Reino de Portugal, detentor da Tenência de Tendais.
- Pero Mendes Azevedo, 8.º Senhor do Couto de Azevedo.
- Martim Mendes de Mogudo, Senhor de Sandim e da Casa de Ermelo.
- Guido de Lusignan, nobre cavaleiro francês.

## Mortes
- García Ramírez de Pamplona n. 1110, rei de Pamplona.